# Badeanstalten Spanien
Badeanstalten Spanien der officielt hedder Aarhus Kommunale Svømmehal og Badeanstalt, omfatter i dag en svømmehal med tre bassiner og et boblebad samt en kurbadsafdeling og er beliggende centralt i Aarhus. Bygningen er opført i årene 1930-33, den er fredet og har gennemgået en omfattende og problematisk restaurering og modernisering i perioden april 2010 - maj 2012. Udover selve badeanstalten, huser bygningen en række private lejemål med erhverv såsom massører, fitness center, zoneterapeut, hudpleje og café.
Svømmehallen har fået navnet Spanien, fra havnegaden den er bygget på.

## Svømmehallen
Svømmebadet er tænkt som en familieafdeling med plads til alle. Her er adgang til omklædning, brus, sauna og svømmehallens almindelige faciliteter.
- Trænings/motionsbassin 25 m lang med dybde 112-180 cm på 27 °C
- Spabad på 34 °C, som kører i 10 minutters interval
- Børnebassin med dybde på 90 cm på 27 °C
- Baby/varmtvandsbassin på 34 °C

## Kurbadet
Under den nylige renovering, blev det tidligere kurbadsafsnit tilkoblet svømmebadsafdelingen på 2.etage nedlagt, hvorimod hele den hidtil ubrugte 3. etage blev restaureret som nyindrettet kurbadsafdeling ved navn Grossererbadet. Grossererbadet er en fællesafdeling med adgang for alle (børn og voksne - mænd og kvinder), og her findes i dag dampbade, sauna, spabade, koldtvandsbad, udendørsafdeling mm.. Afdelingen kræver ekstra betaling, men giver også adgang til svømmebadets øvrige tilbud. Det tidligere tilbud med salt og olie til dampbadet, eksisterer ikke mere, men til gengæld afholdes der flere saunagus dagligt, hvor bademestrene hælder vand og æteriske olier på saunaovnen. Der afholdes også arrangementer i Grossererbadet, hvor der blandt andet kan opleves musik, særlige saunagus og meget andet.

## Aktiviteter
I Badeanstalten Spanien er der forskellige aktiviteter såsom seniorsvømning, babysvømning og indimellem natarrangementer. Babysvømning er en del af 'By i bevægelse'. 

## Historie
Badeanstalten Spanien er tegnet af stadsarkitekt Frederik M. Draiby og åbnede for første gang dørene for borgerne den 15. september 1933. Teknologisk set blev det beskrevet som Europas bedste anlæg og faciliteterne var dengang en del mere mangfoldige, end vi kender det i dag og omfattede ikke kun et svømmebassin på 25x12 meter, men også afdelinger for brusebade, karbade, dampbade, tørluftbade og solbade, hivlerum og massagerum med mere. Svømmehallen havde i alt 6 vipper, med 2 vipper på 1 m, 1 på 3 m, 2 på 5 m og 1 på 7 m. Tårnfløjen blev oprindeligt bygget til at huse bl.a. havvandstanke til datidens havvands-bassiner. Systemet anvendes ikke i dag, men de store tanke kan stadig findes øverst i tårnet. Bygningen har altid huset private erhverv. Oprindeligt var der konditori blandt de mere krops- og sundhedsorienterede som feks. frisør, massør, osv.. Der var desuden lejlighed til bademester og familie. Mange af faciliteterne blev over årene lukket ned - inklusiv de to øverste etager - af forskellige årsager og erhvervene skiftede også.
Restaureringen i 2010-2012 inddrog én af de hidtil nedlagte etager og har givet mere plads og en opdateret teknologi. Den har bidraget med lidt flere faciliteter, men ikke så mange som oprindeligt og ikke så mange som det var planlagt. Det skyldes dels selve designet bag restaureringen, dels en række uventede økonomiske og miljømæssige vanskeligheder undervejs. Eksempelvis var det meningen, at der skulle indrettes café på 3. etage med adgang fra svømmebadet, men projektet blev - sammen med andre - ikke til noget.